# Семс, Рафаэль
Рафаэль Семс (англ. Raphael Semmes; 27 сентября 1809, Чарльз, Мэриленд — 30 августа 1877, Мобил, Алабама) — американский морской офицер XIX века. Участник Американо-мексиканской войны и Гражданской войны в США. Во время Гражданской войны принял сторону Конфедеративных Штатов Америки. Наиболее известен как командир рейдеров[уточнить] CSS Sumter и CSS Alabama, действовавших против торгового судоходства федералов. Прозван «Нельсоном Конфедерации».

## Биография

### Ранние годы и служба во флоте США
Рафаэль Семс родился 27 сентября 1809 года в округе Чарльз, штат Мэриленд. Происходил из известной мэрилендской семьи, давшей Конфедерации также генерала Пола Сэмса. Сын Ричарда Семса и Кэтрин Миддлтон Семс. Рано осиротев, он был взят на воспитание дядей Рафаэль Семсом-старшим. По совету другого дяди - Бенедикта Сэмса - Рафаэль Сэмс-младший избрал морскую карьеру. В 1826 году Сэмс, окончивший Военную академию в Шарлотт-Холле, поступил на флот мичманом, что в то время означало положение курсанта. В 1831 году он был направлен в морское училище в Норфолке, где после прохождения экзаменов 28 апреля 1832 года, получил уже офицерское звание мичмана. Одновременно он изучал право и в 1835 года получил лицензию адвоката. В том же году он поступил на фрегат USS Constellation, который тогда участвовал во Второй семинольской войне. В 1836 году ему временно поручили командовать небольшим пароходом Izard, который доставлял продовольствие для армии губернатора Колла, который вёл войну с семинолами. 11 октября 1836 года, во время разведки на реке Уитлакучи, пароход сел на мель и его пришлось покинуть. Это был первый потерянный корабль в его карьере. В марте следующего года Семмс получил звание лейтенанта. Оно вступило в силу 9 февраля 1837 года. 
Во время Американо-мексиканской войны Сэмс командовал бригом USS Somers, действовавшем в Мексиканском заливе. В декабре 1846 года корабль затонул в шторм вблизи Веракруса. Решительные действия Сэмса в момент трагедии были отмечены командованием. После этого Сэмс командовал фрегатом USS Raritan и на нём участвовал во взятии Веракруса.
После войны Сэмс переехал в Алабаму и поселился в городе Мобиле, занявшись там юридической практикой. В 1855 году он был произведён в коммандеры. А после выхода Алабамы из состава Союза в январе 1861 года мэрилендец Сэмс, всегда считавший себя южанином, уволился из ВМС США и вскоре подал прошение зачислить его во флот Конфедеративных Штатов Америки.

### Служба во флоте Конфедеративных Штатов Америки
В апреле 1861 года Сэмс был зачислен во флот Конфедерации в звании коммандера и направлен в Новый Орлеан, где должен был переоборудовать пароход Habana в коммерческий рейдер CSS Sumter. В июне рейдер прорвал блокаду Нового Орлеана, оторвавшись от федерального шлюпа USS Brooklyn. Выход на океанский простор положил начало карьере одного из самых успешных рейдеров в морской истории.
Во время шестимесячного плавания Sumter действовал против судоходства федералов в Карибском море и Атлантике, перехватив 18 судов противника. В январе 1862 года кораблю потребовался ремонт и Сэмс решил увести рейдер в Гибралтар. Но вскоре после его прибытия порт был блокирован подоспевшими туда кораблями северян. Сэмс, видевший, что прорвать блокаду нельзя, продал корабль и вместе с командой убыл в Англию, где позже получил известие о присвоении ему звания капитана.

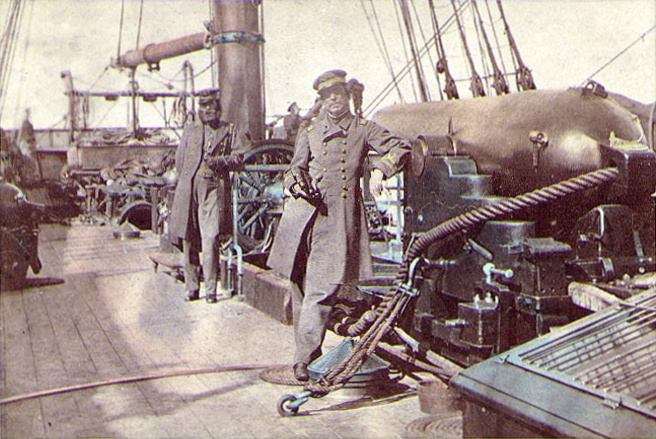
Капитан Сэмс (возле пушки) и его старший помощник, первый лейтенант Джон Келл, на борту CSS Alabama. Кейптаун, август 1863 года.

В Англии Сэмс получил приказ прибыть на Азорские острова, где должен был наблюдать за оснащением нового рейдера — недавно построенного в Британии парохода Enrica. Судну, переименованному в CSS Alabama, суждено было стать самым известным рейдером Конфедерации. 
В 1862 году с беркенхедской верфи сошёл крейсер по имени «Алабама». Приписанный к порту Мобил, сей крейсер стал легендой конфедератского флота. И вместе с тем, одним из последних деревянных боевых кораблей. Замаскированный под прогулочную яхту, крейсер имел уникальные конструктивные особенности – такие, как телескопическая паровая труба (убиравшаяся внутрь для дезориентации противника) и подъёмный механизм рулевого весла (для увеличения хода под парусами). А на штурвале командир «Алабамы» Рафаэль Сэмс начертал девиз: «Каждый из нас – кузнец своей судьбы!». Судьба крейсера «Алабама» оказалась яркой и трагичной.К. Э. Козубский
 Сэмс командовал кораблём с августа 1862 года по июнь 1864 года. В ходе рейда корабль действовал в водах Мексиканского залива, в открытой Атлантике, а затем, обогнув Мыс Доброй Надежды, и у берегов Ост-Индии. Добычей рейдера стали 65 судов северян и вооружённый пароход USS Hatteras, потопленный в скоротечном бою близ Галвестона (Техас).

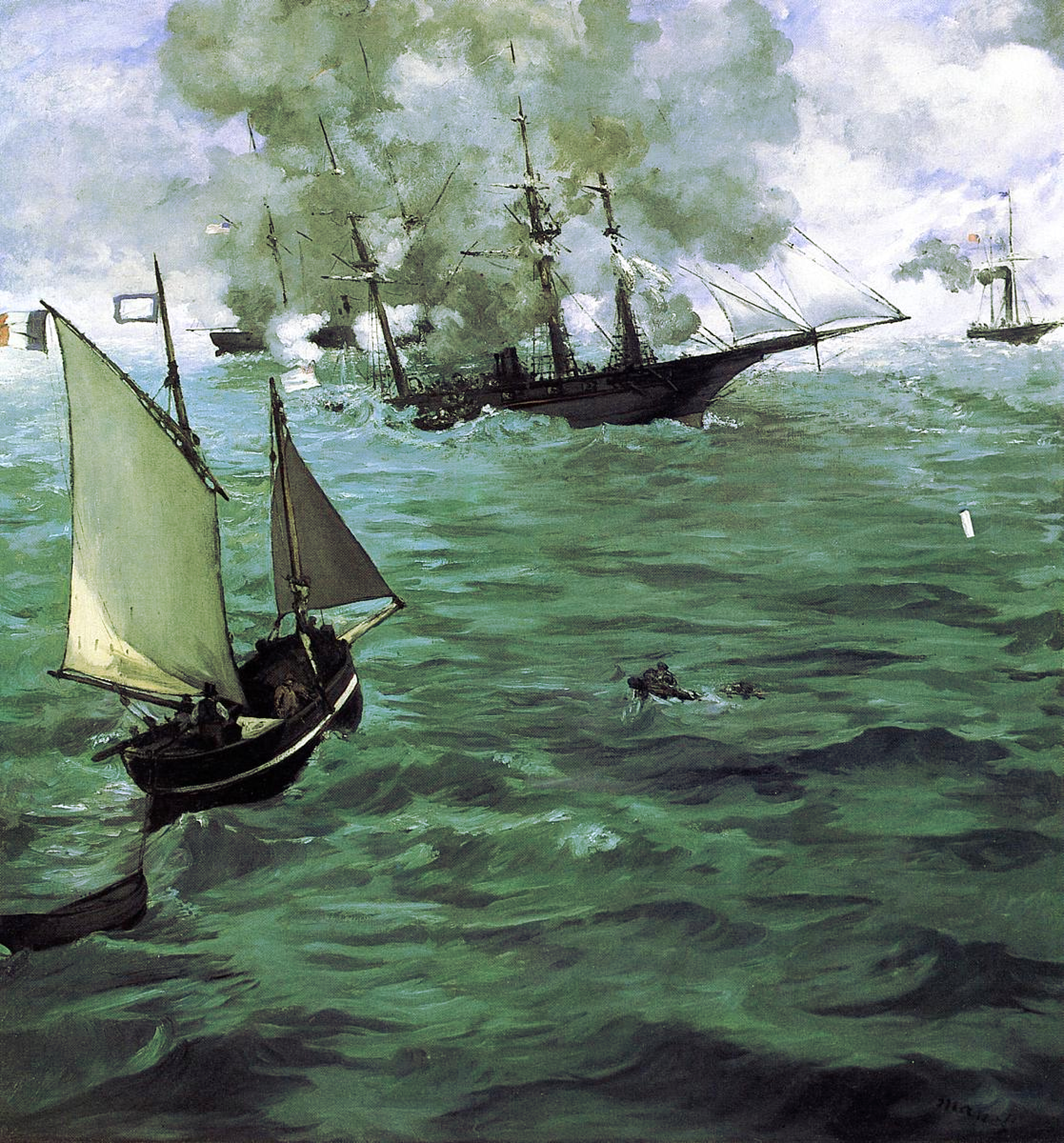
Картина Эдуарда Мане «Битва между „Кирсаджем“ и „Алабамой“» (1864)

Вернувшийся из Индийского океана в Атлантику рейдер прибыл для ремонта в Шербур, однако оказался заперт в гавани подоспевшим шлюпом USS Kearsarge. Сэмс принял вызов и 19 июня 1864 года вывел свой корабль в море. В ходе боя, за которым наблюдало множество зевак, рейдер южан был потоплен. Раненый в бою Сэмс, не желавший сдавать шпагу врагу, бросил её в море. Он и 41 член его команды были подобраны английской яхтой Deerhound, тем самым избежав плена. После этого Сэмс лечился в Англии, где он и члены его команды стали героями. В том же 1864 году (то есть до окончания Гражданской войны) на Севере США, в Нью-Йорке, увидели свет мемуары Р. Сэмса «The cruise of the Alabama and Sumter». После выздоровления бывший командир рейдера благополучно добрался до Конфедерации, и в марте 1865 года его произвели в контр-адмиралы.
В последние месяца войны Сэмс командовал флотилией на Джеймс-ривер (англ. James River Squadron), держа флаг на мощном броненосце CSS Virginia II. После падения Ричмонда контр-адмирал организовал уничтожение кораблей эскадры, затем был произведён в бригадные генералы Армии Конфедеративных Штатов. Из его подчинённых была сформирована сухопутная часть, получившая название «Морская бригада» (англ. Naval Brigade). Бывшие моряки должны были прорваться к армии генерала Ли, однако последний был уже отрезан от Ричмонда. Большинство солдат бригады погрузилось на поезд и направилось в Северную Каролину для соединения с армией Джонстона. Несколько человек сумели пробиться к Ли и позже приняли участие в битве у Сэйлерс-Крик (англ. Sayler's Creek). Сэмс вместе с «Морской бригадой» 1 мая 1865 г. сдался генералу Шерману как «заместитель генерала от инфантерии Джозефа Э. Джонстона», а его люди сдались как «артиллеристы». После чего в Дареме он и его люди были отпущены с обязательством прекратить сопротивление. В расписке Сэмса было указано, что на момент сдачи в плен он находился в звании контр-адмирала и бригадного генерала. Сэмс настаивал на официальном указании своих званий и на статусе своих подчинённых как «артиллеристов» из опасения, что федеральное правительство будет преследовать их как пиратов, не состоявших на службе. Эта уловка позволила им избежать повешения, которое, по военному положению Союза, грозило пиратам.

### Послевоенная судьба
В самом конце Гражданской войны Сэмс был арестован, но вскоре освобождён. 15 декабря 1865 года его снова арестовали — по сфабрикованному обвинению в государственной измене, — однако 7 апреля 1866 года освободили. После освобождения Сэмс состоял профессором философии и литературы в Луизианской государственной семинарии (Louisiana State Seminary). В мае 1866 года бывший адмирал был избран судьёй графства Мобил, однако янки не допустили его к исполнению должностных обязанностей. Некоторое время Сэмс был редактором газеты «Memphis Daily Bulletin». Позднее он вернулся из Мемфиса в Мобил, где продолжил карьеру юриста.
В защиту своих действий на море и в политике Сэмс написал книгу «Memoirs of Service Afloat During The War Between the States», изданную в 1869 году.
Рафаэль Сэмс умер в Мобиле в возрасте 67 лет 30 августа 1877 года в своём доме, подаренном ему горожанами (дом сохранился до наших дней). Сэмса похоронили на Старом католическом кладбище Мобила.